# Rik Verbrugghe
Rik Verbrugghe (født 23. juli 1974) er en tidligere belgisk professionel cykelrytter.
Blandt Verbrygghes største sejre kan nævnes La Flèche Wallonne samt én etapesejr i Tour de France.